# E-ZPass
E-ZPass est un système de péage électronique utilisé sur la plupart des routes, ponts et tunnels à péage dans le Midwest et l'Est des États-Unis, jusqu'en Floride au sud et en Illinois à l'ouest. L'E-ZPass Interagency Group (IAG) est composé de 39 agences membres en activité dans 17 États, qui utilisent la même technologie et permettent aux voyageurs d'utiliser le même transpondeur sur les routes à péage de tout le réseau. Depuis sa création en 1987, plusieurs systèmes indépendants utilisant la même technologie ont été intégrés au système E-ZPass, notamment l'I-Pass (en) en Illinois et le NC Quick Pass en Caroline du Nord. Des négociations sont en cours pour une interopérabilité à l'échelle nationale aux États-Unis.

## Histoire

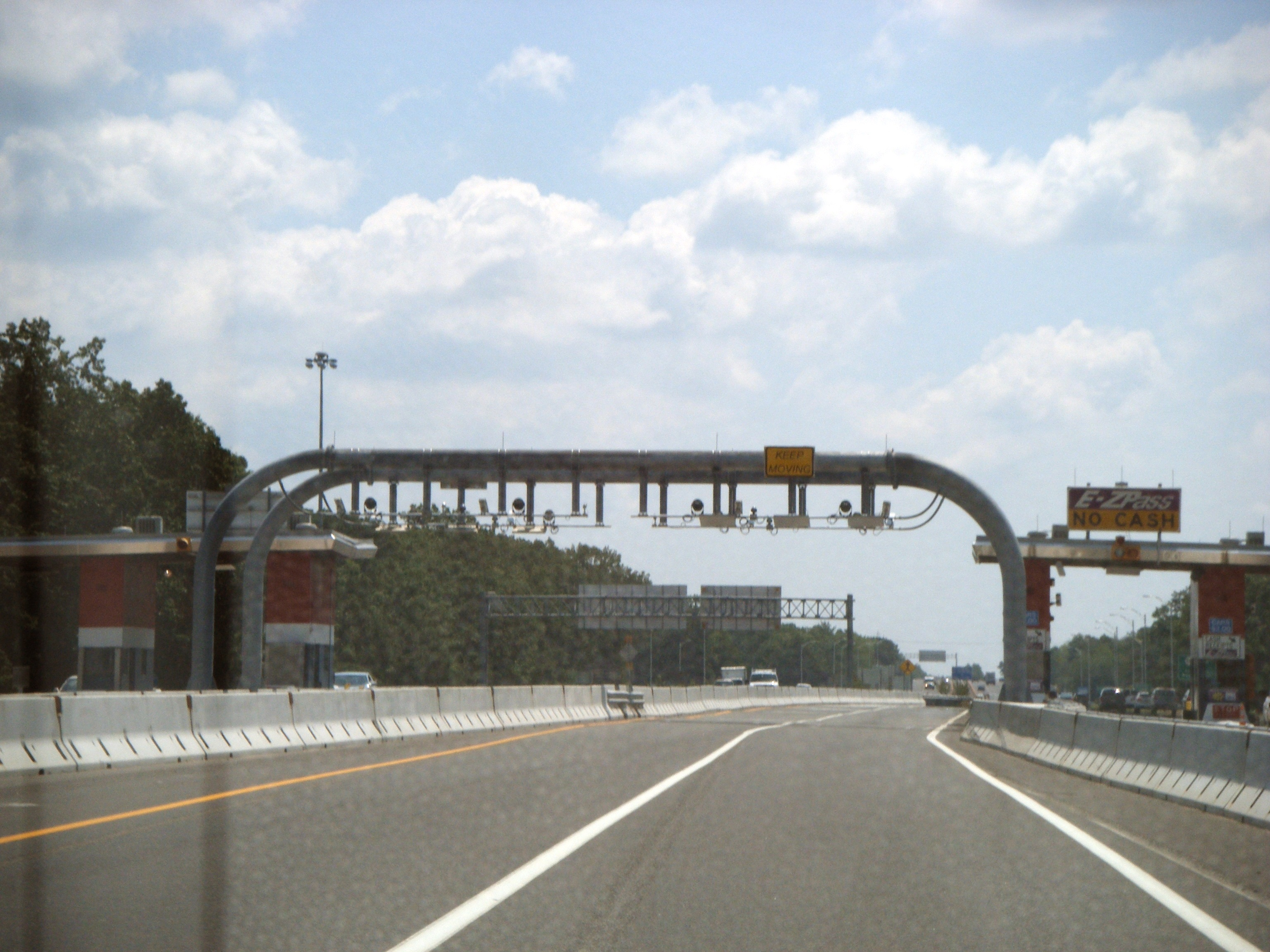
Les voies express E-ZPass sur l'Atlantic City Expressway dans le New Jersey, qui permettent à l'automobiliste de payer son péage à grande vitesse

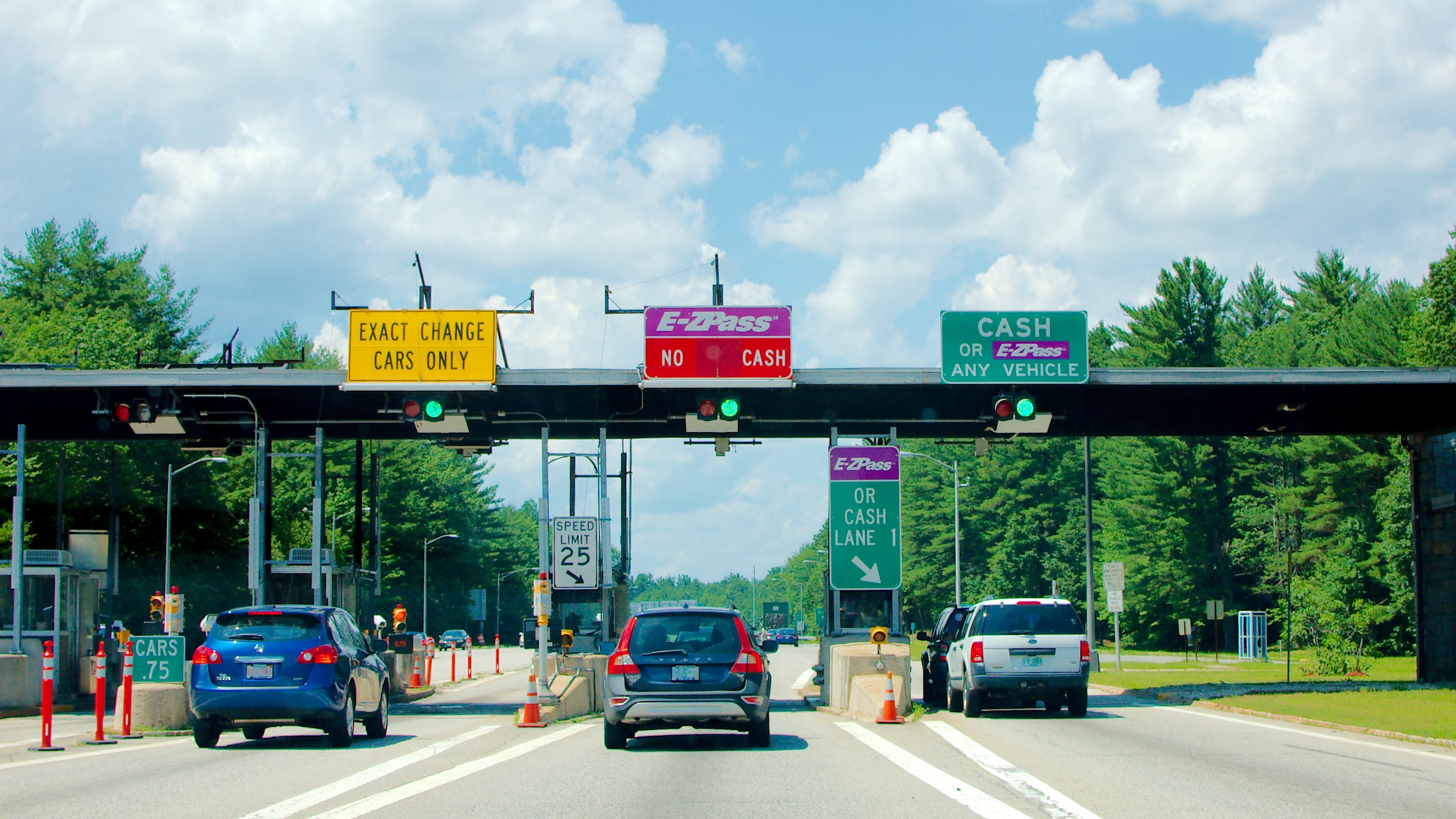
Une place du New Hampshire E-ZPass utilisant également un panier à pièces (à gauche) et un poste de péage conventionnel (à droite)

La notion de péage électronique avait été envisagée dès le début des années 1990 dans l'agglomération de New York. Les organismes de péage de New York, du New Jersey et de la Pennsylvanie - qui représentent les deux tiers des 3 milliards de dollars US annuels du secteur du péage aux États-Unis - ont cherché à créer une technologie de péage électronique compatible qui pourrait être utilisée sur les routes et les ponts à péage des trois États, afin de réduire les encombrements sur certaines des routes et des gares de péage les plus fréquentées des États-Unis. En 1991, le comité inter-agences (Interagency Committee ) a été créé pour développer un système interopérable, et a impliqué la participation et la coopération de sept agences de péage indépendantes - l'Autorité portuaire de New York et du New Jersey, l'Autorité des péages du New Jersey, l'Autorité des autoroutes du New Jersey (en) (qui, à l'époque, exploitait la Garden State Parkway (en)), la Triborough Bridge and Tunnel Authority, la New York State Thruway (en), la Pennsylvania Turnpike Commission et la South Jersey Transportation Authority (en) (exploitant de l'autoroute d'Atlantic City (en)). La marque E-ZPass appartient toutefois à l'Autorité portuaire de New York et du New Jersey.
Les sept agences ont commencé à élaborer des plans pour tester deux technologies possibles pour l'E-ZPass en 1992. Ces technologies seraient installées le long de la Garden State Parkway et du New York State Thruway. L'E-ZPass a été déployé pour la première fois sur le Thruway au péage de Spring Valley le 3 août 1993. Au cours des trois années et demie qui ont suivi, la New York State Thruway Authority (NYSTA) a installé par étapes des équipements de péage électronique le long du Thruway. Le 6 février 1997, l'E-ZPass avait été installé sur toute la longueur du corridor.
La Triborough Bridge and Tunnel Authority, qui entretient tous les ponts et tunnels à péage qui commencent et se terminent à New York, est la plus grande agence de péage en termes de recettes aux États-Unis (1,9 milliard de dollars US en 2017). Elle a commencé à mettre en place son E-ZPass en 1995 et l'a achevé dans ses neuf installations de péage en janvier 1997. L'E-ZPass était populaire parmi les automobilistes qui utilisaient fréquemment les passages à niveau de la TBTA, et en août 1996, près de 2 000 automobilistes par jour s'y inscrivaient. La Port Authority of New York and New Jersey, qui exploite tous les ponts et tunnels entre New York et le New Jersey, a mis en place l'E-ZPass au pont George-Washington en juillet 1997, au Holland Tunnel et au Lincoln Tunnel en octobre 1997.
Le Pennsylvania Turnpike avait prévu d'adopter l'E-ZPass en 1998, ; toutefois, la mise en œuvre du système a été reportée au 2 décembre 2000, date à laquelle l'E-ZPass a été mis en place sur le Turnpike entre Harrisburg West et le Delaware River–Turnpike Toll Bridge (en). Le 15 décembre 2001, l'E-ZPass pouvait être utilisé sur toute la longueur de l'autoroute principale de Pennsylvanie,. Les véhicules commerciaux ont été autorisés à utiliser le système à partir du 14 décembre 2002, et l'ensemble du système Turnpike pouvait bénéficier de l'E-ZPass dès 2006.
Le 6 octobre 1998, un brevet américain pour un système de péage automatisé a été délivré à Fred Slavin et Randy J. Schafer.
Entre-temps, plusieurs autres agences ont commencé à travailler sur des installations de péage électronique similaires. Cela a donné lieu à l'émergence d'autres réseaux :
- Le système MassPass, utilisé dans le Massachusetts, est devenu compatible avec le Fast Lane (en) en 1998 et a été rebaptisé E-ZPass en 2012[20].
- Le système I-Pass (en) utilisé dans l'Illinois[21].
- Le système I-Zoom (en) utilisé dans l'Indiana, rebaptisé E-ZPass en 2012[22].
- Le système Smart Tag (en) utilisé en Virginie, fusionné avec E-ZPass en 2004[23].
- Le système TransPass utilisé dans le Maine, remplacé depuis par le système E-ZPass[24].
- Le système M-Tag (en) utilisé dans le Maryland, intégré et rebaptisé E-ZPass en 2001[25].
- Le système Quick Pass utilisé en Caroline du Nord, partiellement intégré en 2013[26] et intégré dans le système SunPass (en) de Floride[27].
- Le système E-Pass en Floride, partiellement intégré en 2018[28].

Le système E-ZPass continue de se développer. La Indiana Toll Road Concession Company (en) a modernisé ses gares de péage pour y inclure la fonctionnalité E-ZPass sur la route à péage est-ouest de l'Indiana, tandis que l'Ohio Turnpike Commission a modernisé ses gares de péage en octobre 2009 pour l'Ohio Turnpike (en) (I-76, I-80, I-90). Le 16 décembre 2008, Rhode Island a rejoint le réseau en activant les voies E-ZPass dans l'unique poste de péage de l'État, au pont Claiborne Pell Newport. Le Kentucky Transportation Cabinet (en), qui disposait d'un système de routes à péage antérieur au système E-ZPass qui a pris fin en 2006, a annoncé fin juillet 2015 son entrée dans le système E-ZPass dans le cadre du financement du projet des ponts de la rivière Ohio dans la région de Louisville, qui comprend le nouveau pont Abraham Lincoln (en) (associé au John F. Kennedy Memorial Bridge (en) réaménagé) et le pont Lewis et Clark. Le 9 novembre 2017, la Central Florida Expressway Authority (en) (CFX) a annoncé qu'elle rejoignait le groupe E-ZPass. La CFX a commencé à accepter l'E-ZPass le long de ses routes à péage le 1er septembre 2018,.
Les transpondeurs E-ZPass ETC ne fonctionnent pas sur toutes les routes à péage des États-Unis. Actuellement, le système de télépéage E-ZPass (ainsi que les autres systèmes de CTE qui font partie du réseau E-ZPass) n'est pas compatible avec la plupart des systèmes de Floride (y compris SunPass), FasTrak en Californie, K-Tag au Kansas, Pikepass en Oklahoma, TxTag au Texas, Express Pass dans l'Utah, AutoExpreso à Porto Rico, Peach Pass et Cruise Card en Géorgie, ou d'autres systèmes de CTE en dehors des régions d'exploitation E-ZPass. Dans le cadre de la MAP-21, adoptée en 2012, toutes les installations de CTE aux États-Unis étaient censées avoir une certaine forme d'interopérabilité au 1er octobre 2016 ; cependant, aucun financement n'a été prévu pour cet effort, et aucune sanction n'a été établie en cas de non-respect de cette date limite, et n'a pas encore été réalisé.
En 2009, une organisation appelée Alliance for Toll Interoperability a déclaré qu'elle étudiait la possibilité d'utiliser des appareils photo à grande vitesse pour prendre des photos des voitures passant sur les voies non E-ZPass dans d'autres États. La Pennsylvania Turnpike Commission, qui étudie la possibilité de passer à un péage entièrement électronique afin de réduire les coûts, prévoit de mettre en place un tel système pour les usagers ne possédant pas de E-ZPass.